# فرودگاه آرو مولده
فرودگاه آرو مولده (به انگلیسی: Molde Airport, Årø) (به زبان بومی: Molde lufthavn, Årø) یک فرودگاه همگانی با کد یاتا MOL است که یک باند فرود آسفالت دارد و طول باند آن ۲۱۱۰ متر است. این فرودگاه در کشور نروژ قرار دارد و در ارتفاع ۳ متری از سطح دریا واقع شده‌است.

## شرکت‌های هواپیمایی و مقصدهای پروازی

### مسافری
| شرکت‌های هواپیمایی     | مقصدهای پروازی                                                    |
| --------------------- | ----------------------------------------------------------------- |
| نروجین ایر شاتل       | گاردرموئن اسلو فصلی: آلیکانته-الچه                                |
| هواپیمایی اسکاندیناوی | گاردرموئن اسلو چارتر فصلی: آلیکانته-الچه، خانیا                   |
| ویدروئه               | فلسلند برگن، سورستوکن استورد، ورنس تروندهایم فصلی: گاردرموئن اسلو |
| ویز ایر               | گدایسک لخ والسا                                                   |

### باری
| شرکت‌های هواپیمایی | مقصدهای پروازی |
| ----------------- | -------------- |
| Air Iceland       | آکوریری        |
| West Air Sweden   | گاردرموئن اسلو |